# Павел Недвед
Павел Недвед (на чешки: Pavel Nedvěd) е бивш чешки футболист, носител на Златната топка за 2003 г. Според публикуваната през март 2004 г. класация на Пеле, Недвед е един от 125-те най-велики живи футболисти. Недвед е роден на 30 август 1972 г. в Хеб, Чехия.

## Кариера
Започва да играе футбол, когато е на 5 години в Татран Хеб. По-късно тренира и в Руда Хвезда Хеб и Шкода Пилзен. През 1991 дебютира на професионално ниво в Дукла Прага. През 1992 преминава в Спарта. През първия си сезон там изиграва 18 мача. През 1995/96 прави много силен сезон, като вкарва 14 гола в 27 срещи. Към него започва да има интерес от чуждестранни отбори.

### Лацио
През 1996 преминава в СС Лацио за 4,5 млн. евро. Така той става част от звездния състав на „орлите“ от края на 90-те. Играе заедно с Алесандро Неста, Деян Станкович, Фернандо Коуто, Синиша Михайлович, Ернан Креспо и Марсело Салас. Дебютира на 7 септвмри срещу Болоня. През 1997/98 печели купата на Италия. Същата година получава оферта от Атлетико (Мадрид), но решава да остане в Лацио. Павел пропуска по-голямата част от сезона поради травма, но Лацио печели КНК благодарение на победния му гол на финала срещу РКД Майорка. Също така печели и суперкупата на Европа, след победа на Манчестър Юнайтед. През 2000 вкарва 5 гола през сезона и става шампион на страната. През лятото на 2000 отказва оферта на Манчестър Юнайтед.

### Ювентус
През лятото на 2001 преминава в Ювентус за заместник на Зинедин Зидан. Първоначално чехът не играе много силно, като вкарва първия си гол чак през декември. В последния мач от полусезона играе като централен халф и е в основата на победата срещу Бреша с 4 – 0. Той става шампион на Италия с Юве, но отбелязва едва 4 гола през сезона. Сезон 2002/03 е може би най-силният в кариерата на Недвед. Той и Алесандро дел Пиеро повеждат „Старата госпожа“ към втора поредна титла на Италия. Също така печели суперкупата на страната. Недвед помага на Ювентус да достигне до финал за Шампионската лига през 2003 г., след като вкарва важни попадения на Барселона и Реал Мадрид. Павел пропуска финалният мач поради натрупани жълти картони, като последният от тях получава на полуфинала. Ювентус губи финала от Милан след дузпи. Същата година е избиран за най-добрия играч на планетата с получаването на Златна топка. Павел е вторият чех, печелил тази награда. Първият е Йозеф Мазопуст. През 2003/04 формата на халфът пада и Юве отстъпва титлата на Милан.
През 2004/05 и 2005/06 става шампион с Юве, но титлите са отнети, а отборът е изхвърлен в Серия Б. Въпреки това, той остава в отбора. Ювентус печели Серия Б и се връща в калчото на следващия сезон. На 9 декември 2007 записва своят мач номер 300 за „бианконерите“. През този сезон Недвед доста често чувсва умора след мачовете и решава да се откаже, но след като Ювентус се класира за Шампионската лига, той решава да остане още един сезон.
През сезон 2008/09 вкарва гол още в първия кръг на Серия А. На 29 октомври вкарва 2 гола на Болоня. На 26 февруари 2009 обявява, че ще се откаже след края на сезона. На 17 май записва мач номер 500 на клубно ниво. На 31 май изиграва последният си мач, който е срещу Лацио. Недвед излиза с капитанската лента на Юве и помага на отбора да победи с 2 – 0. Скоро след отказването му Интер предлага договор за 2 години на Недвед, но той отказва.

### Национален отбор
Недвед дебютира за Чехия на 5 юни 1994 срещу Ирландия. Участва на Евро 1996, където Чехия достига финал. На Евро 2004 е капитан на отбора и достига 1/2 финал.
Недвед се отказва от националния отбор през юни 2006 г., след края на Световното първенство.